# Achaia (planetka)
(1150) Achaia je planetka s průměrem 30 km, kterou objevil Karl Wilhelm Reinmuth 2. září 1929.